# ウドーンターニーFC
ウドーンターニーFC（タイ語: สโมสรฟุตบอลจังหวัดอุดรธานี, 英語: Udon Thani Football Club）は、タイ王国のウドーンターニー県をホームタウンとするサッカークラブ。

## 歴史
2009年にリージョナルリーグ・ディヴィジョン2（3部）の東北部リーグに加入。2013年に東北部リーグで準優勝した。

## タイトル

### 国内タイトル
- リージョナルリーグ・ディヴィジョン2 東北部リーグ
  - 準優勝 (1) :  2013

## 過去の成績
- 2009 リージョナルリーグ・ディヴィジョン2 東北部 : 3位
- 2010 リージョナルリーグ・ディヴィジョン2 東北部 : 7位
- 2011 リージョナルリーグ・ディヴィジョン2 東北部 : 9位
- 2012 リージョナルリーグ・ディヴィジョン2 東北部 : 3位
- 2013 リージョナルリーグ・ディヴィジョン2 東北部 : 2位
  - 2013 リージョナルリーグ・ディヴィジョン2 チャンピオンシップ : グループB

## 歴代所属選手
- バルチ・ジュニオール 2017-